# Beierotettix viridis
Beierotettix viridis är en insektsart som först beskrevs av Max Beier 1960.  Beierotettix viridis ingår i släktet Beierotettix och familjen vårtbitare. Inga underarter finns listade i Catalogue of Life.